# Robert Horne
Robert Stevenson Horne, 1. wicehrabia Horne of Slamannan (ur. 28 lutego 1871 w Slamannan w hrabstwie Stirlingshire, zm. 3 września 1940) –  brytyjski prawnik i polityk, członek Partii Konserwatywnej, minister w drugim rządzie Davida Lloyda George’a.
Wykształcenie odebrał w George Watson's College w Edynburgu oraz na Uniwersytecie w Glasgow. Następnie przez rok wykładał filozofię na University College of North Wales. W 1896 r. rozpoczął praktykę adwokacką. Specjalizował się w prawie handlowym. W 1910 r. został Radcą Króla. W latach 1921–1924 był rektorem Uniwersytetu w Aberdeen. Był również dyrektorem Kompanii Kanału Sueskiego oraz przewodniczącym Great Western Railway Company.
Podczas I wojny światowej Horne został dyrektorem kolei na froncie zachodnim z tytularnym stopniem podpułkownika Royal Engineers. W 1917 r. rozpoczął pracę w Admiralicji jako asystent inspektora generalnego ds. transportu. W 1918 r. został dyrektorem ds. zaopatrzenia, a następnie dyrektorem ds. pracy i trzecim ciwilnym lordem Admiralicji. Za służbę podczas wojny otrzymał w 1918 r. Krzyż Komandorski Orderu Imperium Brytyjskiego.
W 1910 r. Horne bez powodzenia startował w wyborach parlamentarnych w okręgu Stirlingshire. Do Izby Gmin dostał się dopiero w 1918 r. wygrywając wybory w okręgu Glasgow Hillhead. W 1919 r. został ministrem pracy. W 1920 r. otrzymał Krzyż Wielki Orderu Imperium Brytyjskiego. W latach 1920–1921 stał na czele Zarządu Handlu, a w latach 1921–1922 był kanclerzem skarbu.
Po upadku gabinetu Lloyda George’a w 1922 r., Horne odmówił przyłączenia się do nowego gabinetu Andrew Bonar Lawa. W 1924 r. nowy premier, Stanley Baldwin, zaproponował mu tekę ministra pracy, ale Horne ponownie odmówił. Nie sprawował już nigdy żadnego stanowiska ministerialnego, ale w Izbie Gmin zasiadał do 1937 r., kiedy to otrzymał tytuł 1. wicehrabiego Horne of Slamannan i zasiadł w Izbie Lordów.
Zmarł w 1940 r. Tytuł wicehrabiego wygasł wraz z jego śmiercią.